# Jacques Santini
Jacques Santini  (Delle, 1952. április 25. –) korábbi francia labdarúgó, edző.

## Sikerei, díjai

### Játékosként
- Saint-Étienne
  - Ligue 1: 1974, 1975, 1976, 1981
  - Francia kupa: 1970, 1974, 1975, 1977

### Edzőként
- Lyon
  - Francia ligakupa: 2001
  - Ligue 1: 2002
- Franciaország
  - Konföderációs kupa: 2003